# Provincia del Berar

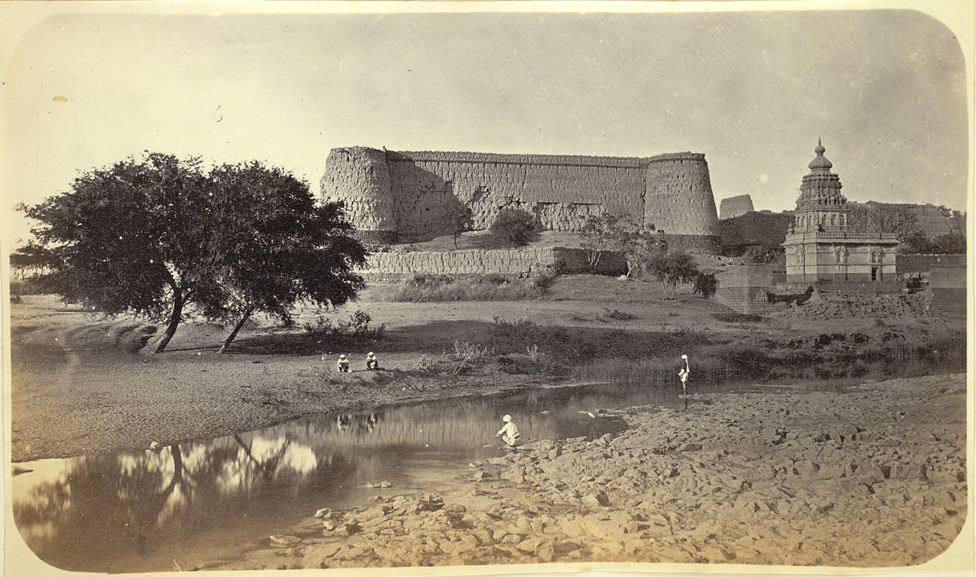
Il forte di Narnala a Berar, 1860.

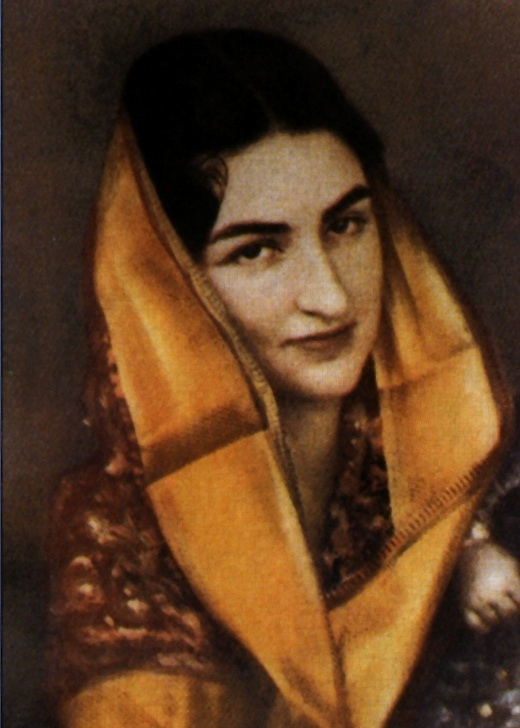
La principessa Durru Shehvar di Berar.

La provincia del Berar (in inglese Berar Province) era una agenzia dell'India britannica. La sede della sua capitale era Ellichpur.
La provincia era governata dal Niẓām di Hyderābād, ma dopo il 1853, fu amministrata dai Britannici, per quanto il Niẓām ne mantenesse una formale sovranità. Azam Jah, figlio primogenito del VII Niẓām, ebbe il titolo di Mīrzā-Baig ("principe") di Berar.
Dopo il 1º ottobre 1903, l'amministrazione della provincia fu posta sotto il diretto controllo del Commissario Generale delle Province Centrali come Divisione del Berar. Nel 1936, con l'istituzione dell'Assemblea legislativa delle "Province Centrali e Berar", il territorio fu chiamato "Province Centrali e Berar". Nel 1881, la popolazione del Berar era pari a 2.672.673 persone, in gran parte di lingua marathi. Il totale dell'area era di 293.400 km². Attualmente è parte dello Stato indiano del Maharashtra, regione di Vidarbha.

## Storia

### Sfondo storico
Prima dell'occupazione dei moghul, il Berar era parte del sultanato di Aḥmadnagar. Il territorio venne ceduto all'imperatore Akbar da Chand Bibi nel 1596, quando quest'ultima non fu in grado di resistere alle forze imperiali guidate dal principe Mīrzā Murād. Dopo la sua vittoria iniziale, il principe Mīrzā Murād si insediò a Berar, con Balapur come quartier generale militare. Presso Balapur, fondò la sua nuova città chiamata Shāhpur, e vi costruì uno splendido palazzo. Col peggiorare delle sue relazioni con ʿAbd al-Raḥīm, Khān-i Khānan, comandante in capo dell'esercito, Akbar richiamò il Khān-i Khānan ed inviò l'amico fidato Abū l-Fażl ad aiutarlo. Mīrzā Murād morì nel 1598. Dopo la sua morte, il principe ottenne la carica di governatore di Berar, Aḥmadnagar e Khandesh. Akbar morì nel 1605.
Nel 1611, le province meridionali di Aḥmadnagar, Berar e Khandesh si staccarono dalla sovranità moghul sotto la guida di Malik Ambar. Jahangir inviò Man Singh ed altri a schiacciare la rivolta. Man Singh morì per cause naturali il 6 luglio 1614 a Ellichpur. Durante il regno di Jahangir, Malik Ambar, sino alla sua morte nel 1626, riebbe buona parte del Deccan dai mughal, incluso il Berar. Nel 1628, il primo anno di regno di Shāhjahān (Mirza Khurram), il Berar nuovamente passò sotto il governo dei mughal.
Nel 1636, il possedimento mughal nel Deccan fu diviso in quattro "Subah" (province): il Berar Subah era uno di questi, con Ellichpur come sua capitale, e Gavilgad come forte militare. Aurangzeb venne nominato viceré dei quattro Subah del Deccan per la prima volta, e occupò tale incarico per otto anni (sino al 1644). Fu nominato viceré una seconda volta nel 1653 e rimase in tale incarico sino al 1657. Nel corso del regno di Aurangzeb, Mīrzā ʿAẓam fu designato per governare il Berar, poi Amīr Qamar al-Dīn Nizam al-Mulk, Asaf Jah I divenne viceré del Berar. Il Berar fu successivamente gestito dai Mughal dopo la nomina del Maratha Senapati Sawai Shri Shriman Santaji Bhonsle Sina Sahib-e-Subah, dal momento che Santaji era suocero di Mīrzā Bedarbakht, figlio di Mīrzā ʿAẓam, e nipote di Aurangzeb. ʿĀlamgīr, il Maratha Gran Mogol, quindi nominò dei governatori maratha come Shambhaji nel 1680 e Rajaram nel 1698. Nel 1720, il Maratha Peshwa Balaji Vishwanath ottenne il diritto di percepire il chauth (quarto) e il sardeshmukhi da Berar dall'imperatore moghul.

### Il periodo deiNiẓām
Nel 1724, Niẓām al-Mulk Asif Jah fondò una linea indipendente di Niẓām a Hyderabad, autoproclamandosi de jure sovrano del Berar, con l'eccezione di alcuni distretti (tra cui Mehkar e Umarkhed) ceduti ai Peshwa maratha nel 1760 e nel 1795. La pretesa venne contestata dai raja maratha Bhonsla di Nagpur, e per quasi mezzo secolo il paese fu devastato da guerre tra le due fazioni opposte.
La fine a questa guerra interna giunse con le vittorie di Arthur Wellesley ad Assaye e ad Argaon (1803), vittorie che costrinsero il raja Bhonsla a cedere i territori a sud di Gawilgarh e il forte di Narnala ad est del fiume Wardha ai Britannici. I forti di Gavilgad e Narnala rimasero soggetti al raja di Nagpur.
Secondo la spartizione definita dal trattato di Hyderabad (1804) tra il Niẓām e i Britannici, questi ultimi avrebbero ceduto i territori del Berar e trasferito la sovranità perpetua al Niẓām, oltre ad alcuni tratti del Sindkhed e del Jalna. Il trattato del 1822 pose fine al diritto dei Maratha di percepire tributi (chauth), il fiume Wardha restò fissato quale confine est del Berar, il Melghat e altri distretti delle pianure vennero assegnati al Niẓām, in cambio di aree ad est del Wardha.
Il paese rimase comunque vessato da bande in rivolta sino al 1859, quando vi fu l'ultimo scontro a Chichamba presso Risod.

### Il governo britannico
Alla fine, il governo britannico decise di intervenire e nel 1853, fu siglato un nuovo trattato col Niẓām, secondo il quale il contingente militare di Hyderabad sarebbe stato affidato al governo britannico, mentre la riscossione dei tributi sarebbe stata assegnata alla Compagnia britannica delle Indie Orientali. Questi, diventati noti come "Distretti assegnati di Hyderabad", avrebbero costituito la provincia del Berar. Nel 1860, con un nuovo trattato che modificò la posizione del Niẓām rispetto al 1853, ci si accordò perché il Berar venisse amministrato fiduciariamente dal governo britannico, in base agli specifici intendimenti del trattato del 1853.
Sotto il controllo britannico, il Berar recuperò rapidamente la propria prosperità. La guerra civile americana diede un enorme stimolo al commercio del cotone locale; la costruzione della prima ferrovia in loco, a metà del secolo, diede ulteriore impiego alla popolazione, che divenne rapidamente prospera.
Durante la carestia del 1900, quasi l'8,5% della popolazione locale morì secondo i calcoli dello storico Sven Beckert.
Secondo l'accordo siglato il 5 novembre 1902, il VI Niẓām Nawwāb Mīr Maḥbūb ʿAlī Khān cedeva permanentemente Berar ai Britannici in cambio del pagamento annuale di 25 lakh di rupie. Lord Curzon decise di unire il Berar con le Province Centrali indiane, disposizione proclamata ufficialmente il 17 settembre 1903. Il 30 settembre 1903 nacquero così ufficialmente le Province Centrali e Berar e l'amministrazione del Berar venne posta sotto l'autorità del Commissario Capo delle Province Centrali dal 1º ottobre di quello stesso anno.
Nel 1936, con l'istituzione dell'Assemblea legislativa locale, il territorio fu rinominato "Province Centrali e Berar".

#### Amministrazione
Nel 1853, dopo che l'amministrazione della provincia fu assegnata alla Compagnia britannica delle Indie orientali dal Niẓām, in base a un apposito trattato, il territorio venne diviso in due distretti, il Berar del sud, con sede a Hingoli, e il Berar del nord, con sede a Buldana. Entrambe le partizioni vennero poste sotto l'autorità di un vice Commissario. Dopo i moti indiani del 1857, Hingoli e le aree adiacenti vennero restituite al Niẓām, e la provincia fu articolata in due distretti, Berar est, con sede a Amraoti, e Berar ovest, con sede a Akola.
Nel 1864, il Berar est venne suddiviso a sua volta in due distretti: Amraoti e Berar sudest (che venne rinominato in un primo momento distretto di Wun e poi nel 1905, distretto di Yeotmal), con sede a Yeotmal. Nel 1867, il distretto di Ellichpur venne ricavato da Amraoti. Nel 1864, i taluka di Malkapur, Chikhli e Mehkar furono separati dal distretto di Berar ovest e venne formato un nuovo distretto, quello del Berar sudoccidentale, che fu rinominato distretto di Mehkar nel 1865. Nel 1867, Buldana fu prescelta come sede del distretto, e poi il distretto fu rinominato "distretto di Buldana". Nel 1868, il distretto di Basim venne costituito.
Il Berar era composto di una divisione con un Commissario e sei distretti: Amraoti, Ellichpur, Wun, Akola, Buldana e Bashim (1905). Fu riorganizzato in quattro distretti di Amraoti, Yeotmal, Akola e Buldhana. Nel 1869, fu introdotta l'amministrazione municipale ad Amraoti, Akola, Ellichpur, Basim, Yavatmal, Khamgaon. Later, Shegaon (1881), Akot (1884).